# Eotetranychus geniculatus
Eotetranychus geniculatus är en spindeldjursart som beskrevs av Ehara 1969. Eotetranychus geniculatus ingår i släktet Eotetranychus och familjen Tetranychidae. Inga underarter finns listade i Catalogue of Life.